# Полузащитник (футбол)

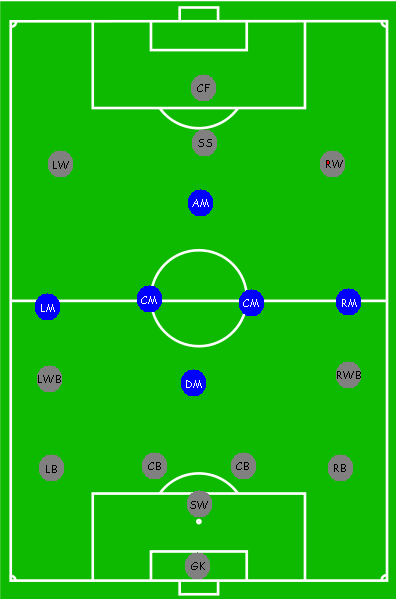
Полузащитники изображены синим цветом

Полузащи́тник (англ. Midfielder; хавбе́к, жарг. хафбэк, от англ. half-back — полузадний) — игрок футбольной команды, действующий между защитой и нападением. Основной задачей полузащитников является помощь игрокам обороны и нападения, в зависимости от игровой ситуации.

## Обзор
В исторически общепринятой классификации игроки на футбольном поле подразделяются на вратарей, защитников, полузащитников и нападающих. Следует заметить, что такая классификация недостаточно полно характеризует функции игроков в современном футболе, поэтому сейчас от неё часто отходят или уточняют: «центральный полузащитник», «опорный полузащитник» и так далее.
Обширный класс полузащитников со временем стали подразделять: игроки, действующие ближе к боковой линии поля («бровке») стали называться крайними или фланговыми полузащитниками (или вингерами от англ. winger), остальные — центральными. С другой стороны, хавбеки могут быть в большей или меньшей степени сосредоточены на обороне или атаке, поэтому говорят об атакующих и оборонительных полузащитниках.
Также часто используются некоторые удачные, ёмкие термины, более чётко характеризующие функции игроков: располагающиеся на поле перед защитниками опорные полузащитники чрезвычайно важны при обороне, отборе мяча, завоевании контроля над ним, разгоне и поддержке атаки; центральные (в узком смысле слова) полузащитники (часто ещё называемые распасовщиками, диспетчерами или плэймэйкерами от англ. playmaker) занимаются как организацией атаки, так и поддержкой обороны. Термины инсайд (англ. inside) и близкий к нему фланговый нападающий имеют несколько меньшее распространение и характеризуют атакующего полузащитника, склонного к смещениям с фланга в центр в непосредственной близости от ворот соперника.

## Центральный полузащитник
Центральный полузащитник занимается организацией игры команды — созданием голевых моментов для себя или товарищей по команде. Для этого от него требуются хорошее игровое мышление и видение поля, искусство паса, поставленный удар, желательны умение играть головой, физическая мощь, скорость и дриблинг. Центральные полузащитники довольно много отрабатывают и в обороне.

### Опорный полузащитник
У опорного полузащитника очень много названий: в бразильском португальском — волан, в испанском — рулевой, в португальском — замок, по-русски — волнорез.
Игрок этой позиции схож по функциям с центральным полузащитником, но больше внимания уделяет обороне. Появление этой роли связано с тем, что атакующий игрок, если позволить ему набрать скорость, не навязывая борьбы, часто в состоянии без труда обыграть защитников у ворот соперника, а затем нанести удар. Следовательно, его необходимо встречать раньше, чем и занимаются опорники. Также они прерывают передачи, прессингуют противника, страхуют своих фланговых защитников, ушедших помогать атаке или помогают атаке сами и так далее. Перехватив мяч, опорные могут отдать передачу или самостоятельно «потащить» мяч вперёд, «разгоняя» атаку. Всё это требует от опорных высокой работоспособности, физической мощи, умения «читать» игру, надёжности, желательно владение дальним пасом и ударом, дриблинг и скорость.
Среди полузащитников такого типа известны Жилберту Силва, Клод Макелеле, Н’Голо Канте, Даниэле Де Росси, Маруан Феллайни.

### Оттянутый плеймейкер
Игроки такого амплуа занимаются организацией атак (от англ. play — игра и англ. maker — создатель, организатор). Они обычно выступают на тех же позициях, что и опорные полузащитники, но основной их функцией является не отбор мяча, а организация атак собственной команды.
Среди игроков такого типа известны Хосеп Гвардиола, Андреа Пирло, Сеск Фабрегас, Хаби Алонсо.

### Атакующий полузащитник
Атакующие полузащитники действуют ближе к линии атаки собственной команды, создавая голевые моменты для нападающих, а также самостоятельно нанося удары по воротам соперника.
В наиболее популярной в настоящее время схеме 4-2-3-1 эта роль объединена с ролью оттянутого нападающего, в связи с чем их стали также называть «десятый номер», а также «диспетчер» или «плеймейкер», поскольку, располагаясь в центре атакующего порядка своей команды, он обладает широкими возможностями для передач и самостоятельных действий.
Среди игроков такого амплуа известны Пеле, Кака, Мишель Платини, Зико, Фрэнк Лэмпард.

### Полузащитник от «штрафной до штрафной»
На английском языке такие полузащитники называются box-to-box («от штрафной до штрафной»). Они активно перемещаются по всему полю и выполняют как атакующие, так и оборонительные функции. Игроки такого типа должны обладать высокой выносливостью, а также хорошими навыками в отборе мяча, точным пасом и поставленным ударом.
Среди полузащитников такого типа известны Брайан Робсон, Лотар Маттеус, Патрик Виейра, Рой Кин, Стивен Джеррард.

### Ложная десятка
Игрок данного амплуа располагается на месте атакующего полузащитника, но действует он в атаке, смещаясь на фланг, создавая там численное превосходство и отвлекая туда защиту соперника. Нередко тренеры достигают этого эффекта, ставя в центр флангового игрока, который, получив мяч, уходит на фланг по привычке.

## Крайний полузащитник
Крайние полузащитники действуют в непосредственной близости от боковой линии. В классических схемах располагались позади крайних нападающих. В современном футболе выполняют и их функцию, в связи с чем их также стали называть «вингерами» (от англ. winger), а отнесение амплуа игрока к крайнему нападающему или крайнему полузащитнику стало во многом условным. Помимо подключений к атакам, от этих полузащитников требуется защита их игровых зон от проходов крайних защитников и опорных соперника.
Крайний полузащитник может быть и бровочником; разница с защитником здесь состоит в степени нацеленности на атаку, которая (степень) поддерживается расположением партнёров.
Среди игроков такого амплуа известны Гарринча, Стэнли Мэтьюз, Робер Пирес, Дэвид Бекхэм, Лионель Месси.
.